# Ivo Herenčić
General Ivo Herenčić (Bjelovar, 18. veljače 1910. – Buenos Aires, 8. prosinca 1978.) bio je od 1945. godine glavni vojni zapovjednik Hrvatskih oružanih snaga NDH.

## Životopis
Uključuje se u ustaški pokret tijekom studija u Zagrebu, te u prosincu 1933. godine sudjeluje u pokušaju atentata na kralja Aleksandra I. Karađorđevića u Zagrebu; jedini od četvorice atentatora uspio izbjeći da bude uhvaćen i potom obješen. Nakon što ustaše uspostavljaju baze za obuku u Italiji, 1935. godine zapovijeda ustaškom satnijom (za služenja vojnog roka u Kraljevini Jugoslaviji, prošao je izobrazbu za rezevnog oficira) od oko 70 ljudi na Liparima.
Nakon uspostave NDH postaje u travnju 1941. godine povjerenik za Hercegovinu. Ondje - tada s činom satnika - ubrzo unovačuje nekoliko stotina ustaša u Mostarsku ustašku bojnu, koja ulazi u sukobe sa Srbima istočno od Čapljine, u kojem području krajem lipnja izbija četnički Vidovdanski ustanak, te Talijani ubrzo potom zabranjuju djelovanje Ustaške vojnice i Domobranstva, nerijetko koristeći četničku Dobrovoljačku antikomunističku miliciju za nadzor i čak borbeno djelovanje i u hrvatskim mjestima. 
Baš krajem lipnja 1941. godine je Herenčić u sastavu ustaškog izaslanstva kojega u Italiji predvodi Eugen Dido Kvaternik, sa zadaćom da uspostave tehničke veze radi preuzimanja metoda rada talijanske policije i ministarstva unutarnjih poslova.  Potom se vraća u Mostar, gdje nastoji organizirati redarstvo u vrijeme jačanja partizana i četnika. Od 19. srpnja 1941. nadzirao je i bio odgovoran za masovna uhićenja i represalije nad stanovništvom Mostara. Uhićenja su trajala do početka kolovoza i procjenjuje se da je kroz ustaški zatvor u Mostaru u tom razdoblju prošlo oko 750 Mostaraca srpske, bošnjačke, hrvatske i židovske nacionalnosti. Većina uhićenika deportirana je u logore Gospić i Jadovno, gdje su ubijeni. Preživjeli zatočenici mostarskog zatvora svjedočili su o intenzivnoj torturi u zatvoru.
Nakon toga je Herenčić angažiran na obavještajnim poslovima iz ureda u Zagrebu, te postaje glavni nadzornik Ustaške nadzorne službe. Od srpnja 1942. godine je zapovjednik Prometnog zdruga Ustaške vojnice, koji se brine za sigurnost željezničkih komunikacija. U Ustaškoj vojnici napreduje do čina pukovnika, te je potom u Domobranstvu proizveden u čin generala.
Krajem 1944. godine, kada se spajaju Domobranstvo i Ustaška vojnica u Hrvatske oružane snage, postaje zapovjednikom V. ustaškog zbora, koji okuplja ustaško-domobranske snage (4 divizije) na području oko Zagreba. Zapovijeda potom uspostavom i obranom Zvonimirove linije, zadnje linije obrane NDH na relaciji Karlovac - Dugo selo - Koprivnica. 7. svibnja 1945.  godine (na dan kada su oružje pred Saveznicima položile oružane snage Njemačke) on zapovijeda napuštanje obrane na toj liniji i organizirano povlačenje prema Zagrebu i Varaždinu. Vrh NDH mu povjerava zadaću da predvodi povlačenje cjelokupne vojne sile NDH prema Austriji.
Uspio je poslije kapitulacije Njemačke 1945. godine dovesti glavninu svojih snaga u austrijski Bleiburg, savladavši u borbama 12. – 15. svibnja blokadu partizanskih brigada i bugarske vojske koje su pokušale spriječiti prelazak njegovih snaga preko Drave u Austriju. Tu je pokušao izvršiti predaju svoje vojske Britancima, koji su međutim njegove vojnike i mnogo civila izručili snagama jugoslavenskih komunista, koji su potom u događajima na Bleiburgu i na Križnom putu mnogo tisuća njih pobili.
Nakon što je 15. svibnja 1945. god. izdao zapovijed svojim vojnicima da se predaju, on sam je uspio pobjeći s Bleiburga. Preko Italije je došao do Argentine, gdje je umro 1978. god., u dobi od 68 godina.

## Odgovornost za zločine
Ivo Herenčić, kao ustaški povjerenik u Mostaru, bio je najodgovorniji za kampanju masovnih uhićenja i represalija nad stanovništvom Mostara koja je započela 19. srpnja 1941. i trajala do početka kolovoza. U tom razdoblju kroz ustaški zatvor u Mostaru prošlo je oko 750 osoba srpske, bošnjačke, hrvatske i židovske nacionalnosti. Većina uhićenika deportirana je u logore Gospić i Jadovno gdje su ubijeni, a preživjeli zatočenici svjedočili su o intenzivnoj torturi u zatvoru.